# Kurt Weyh
Kurt Weyh (* 29. September 1952 in Tannroda / Landkreis Weimarer Land; † 21. Dezember 2014) war ein deutscher Politiker (SPD) und thüringischer Landtagsabgeordneter und leitete ein Druckerei-Unternehmen in Apolda.

## Leben und Beruf
Kurt Weyh war verheiratet und hatte zwei Kinder. 1974 machte er seinen Facharbeiterabschluss als Maschinenbauer. Drei Jahre später schloss er eine Ausbildung zum Facharbeiter für Qualitätskontrolle ab. Im Jahr 1984 beendete er ein Ingenieurstudium und wurde 1990 selbstständiger Gewerbetreibender (Offset-Schnelldruck Weyh).

## Politik
Noch im Jahr 1990 wurde Kurt Weyh Mitglied des Ersten Thüringer Landtags. Diesem gehörte er bis 1999 an.
Ab 1990 war er im SPD-Kreisvorstand des Landkreises Apolda (ab 1994 Kreis Weimarer Land) und hatte verschiedene Funktionen inne. Er war Mitglied im Kreistag des Landkreises und gehörte seit 2004 dem Stadtrat von Apolda an. Dort stand er einigen städtischen Ausschüssen vor.